# Rohizna, Camenița
Rohizna (în ucraineană Рогізна) este un sat în comuna Kalacikivți din raionul Camenița, regiunea Hmelnîțkîi, Ucraina.

## Demografie
Componența lingvistică a localității Rohizna
     Ucraineană (99,74%)
     Alte limbi (0,26%)
Conform recensământului din 2001, majoritatea populației localității Rohizna era vorbitoare de ucraineană (99,74%), existând în minoritate și vorbitori de alte limbi.